# Associazione Sportiva Acquapozzillo 1971-1972
Questa pagina raccoglie le informazioni riguardanti l'Associazione Sportiva Acquapozzillo nelle competizioni ufficiali della stagione 1971-1972.

## Rosa
| N. |                   | Ruolo | Calciatore       |
| -- | ----------------- | ----- | ---------------- |
|    | Italia (bandiera) | D     | Sergio Dugaro    |
|    | Italia (bandiera) | C     | Roberto Manini   |
|    | Italia (bandiera) | A     | Gennaro Guida    |
|    | Italia (bandiera) | D     | Angelo Misani    |
|    | Italia (bandiera) | P     | Giuseppe Ridolfi |
|    | Italia (bandiera) | A     | Raimondo Alduina |
|    | Italia (bandiera) | C     | Luciano Antonini |
|    | Italia (bandiera) | D     | Venerando Rizza  |
|    | Italia (bandiera) | A     | Enzo Bulgarelli  |
|    | Italia (bandiera) | A     | Tiziano Frieri   |
|    | Italia (bandiera) | C     | Mario Pesce      |

| N. |                   | Ruolo | Calciatore          |
| -- | ----------------- | ----- | ------------------- |
|    | Italia (bandiera) | D     | Ernesto Gallo       |
|    | Italia (bandiera) | C     | Luigi Donzelli      |
|    | Italia (bandiera) | D     | Stefano Baitelli    |
|    | Italia (bandiera) | C     | Fabiano Speggiorin  |
|    | Italia (bandiera) | C     | Giuseppe Casella    |
|    | Italia (bandiera) | D     | Massimiliano Taddei |
|    | Italia (bandiera) | P     | Violo Marcello      |
|    | Italia (bandiera) |       | Schinocca           |

## Risultati

### Serie C 1971-1972 Girone C

#### Girone di andata
| 12 set 1971 1ª giornata | Acquapozzillo     | 0 – 0 | Salernitana | \| Arbitro: \| Martinelli (Roma) \| |
| Arbitro:                | Martinelli (Roma) |       |             |                                     |

| Arbitro: | Borghesi (Forlì) |

|        |           |  |
| Scarpa | Marcatori |  |

| Arbitro: | Ambrosio (Napoli) |

|           |           |  |
| Cremaschi | Marcatori |  |

| Arbitro: | Sgherri (Grosseto) |

|  |           |          |
|  | Marcatori | Campagna |

| Arbitro: | Abati (Livorno) |

|        |           |  |
| Barone | Marcatori |  |

| 3 nov 1971 6ª giornata | Acquapozzillo      | 0 – 0 | Crotone | \| Arbitro: \| Albertini (Torino) \| |
| Arbitro:               | Albertini (Torino) |       |         |                                      |

| 24 ott 1971 7ª giornata | Messina            | 0 – 0 | Acquapozzillo | \| Arbitro: \| Lanzetti (Viterbo) \| |
| Arbitro:                | Lanzetti (Viterbo) |       |               |                                      |

| Arbitro: | Mascia (Milano) |

|                   |           |           |
| Frieri Bulgarelli | Marcatori | Palazzese |

| Arbitro: | Sancini (Bologna) |

|                     |           |  |
| Lo Vecchio Di Paolo | Marcatori |  |

| Arbitro: | Braglia (Milano) |

|        |           |  |
| Frieri | Marcatori |  |

| Arbitro: | Lops (Torino) |

|        |           |  |
| Mettus | Marcatori |  |

| 28 nov 1971 12ª giornata | Chieti           | 0 – 0 | Acquapozzillo | \| Arbitro: \| Cesari (Bologna) \| |
| Arbitro:                 | Cesari (Bologna) |       |               |                                    |

| Arbitro: | Menicucci (Firenze) |

|       |           |        |
| Gallo | Marcatori | Alpini |

| Arbitro: | Bonassi (Parma) |

|                   |           |       |
| Santini Pulitelli | Marcatori | Guida |

| Arbitro: | Clerico (Chiavari) |

|         |           |  |
| Alduina | Marcatori |  |

| 2 gen. 1972 16ª giornata | Acireale         | 0 – 0 | Trani | \| Arbitro: \| Benedetti (Roma) \| |
| Arbitro:                 | Benedetti (Roma) |       |       |                                    |

| 9 gen. 1972 17ª giornata | Pescara           | 0 – 0 | Acireale | \| Arbitro: \| De Fazio (Torino) \| |
| Arbitro:                 | De Fazio (Torino) |       |          |                                     |

| Arbitro: | Lenardon (Siena) |

|               |           |  |
| Rizza Alduina | Marcatori |  |

| Arbitro: | Soncini (Bologna) |

|        |           |  |
| Cesana | Marcatori |  |

#### Girone di ritorno
| Arbitro: | Governa (Alessandria) |

|                                         |           |  |
| Santucci 12’ De Gortes 16’ Cominato 88’ | Marcatori |  |

| Arbitro: | Artico (Padova) |

|        |           |  |
| Manini | Marcatori |  |

| Arbitro: | Barbone (Firenze) |

|  |           |       |
|  | Marcatori | Renna |

| Arbitro: | Giardini (Legnano) |

|         |           |          |
| Alduina | Marcatori | Campagna |

| Arbitro: | Crista (Livorno) |

|        |           |  |
| Manini | Marcatori |  |

| Arbitro: | Prati (Parma) |

|            |           |  |
| Montenegro | Marcatori |  |

| Arbitro: | Del Fiandra (Carrara) |

|        |           |       |
| Frieri | Marcatori | Crimi |

| Arbitro: | Laurenti (Padova) |

|        |           |           |
| Frieri | Marcatori | Santonico |

| Arbitro: | Iseppi (San Donà di Piave) |

|        |           |  |
| Frieri | Marcatori |  |

| Arbitro: | Giardini (Legnano) |

|        |           |  |
| D'Elia | Marcatori |  |

| Arbitro: | Zacchetti (Milano) |

|                    |           |  |
| Bulgarelli Alduina | Marcatori |  |

| Arbitro: | Chiapponi (Livorno) |

|         |           |  |
| Alduina | Marcatori |  |

| Arbitro: | Martinelli (Catanzaro) |

|         |           |  |
| Scalora | Marcatori |  |

| Arbitro: | Toso (Grado) |

|        |           |       |
| Manini | Marcatori | Giani |

| Arbitro: | Boldoni (Ancona) |

|           |           |        |
| Spadafora | Marcatori | Frieri |

| 28 mag. 1972 16ª giornata | Trani            | 0 – 0 | Acireale | \| Arbitro: \| Grassi (Livorno) \| |
| Arbitro:                  | Grassi (Livorno) |       |          |                                    |

| Arbitro: | Menicucci (Firenze) |

|       |           |            |
| Guida | Marcatori | Marcolongo |

| 11 giu. 1972 18ª giornata | Matera              | 0 – 0 | Acireale | \| Arbitro: \| Lattanzi (Macerata) \| |
| Arbitro:                  | Lattanzi (Macerata) |       |          |                                       |

| Arbitro: | Levrero (Genova) |

|       |           |  |
| Rizza | Marcatori |  |